# Weiberherrschaft
Weiberherrschaft (osmanisch قادینلر سلطنتی kadınlar saltanatı) bezeichnet einen Zeitraum der osmanischen Geschichte (das späte 16. wie die erste Hälfte des 17. Jahrhunderts), in dem Frauen, meist die Mütter der Sultane, die Valide Sultan, bedeutenden Einfluss auf die Politik des Osmanischen Reiches nahmen. Der Begriff wurde von dem türkischen Historiker Ahmed Refik (1881–1937) geprägt und wird zumeist benutzt, um den inneren und äußeren Niedergang des Osmanischen Reiches seit dem 16. Jahrhundert zu erklären.

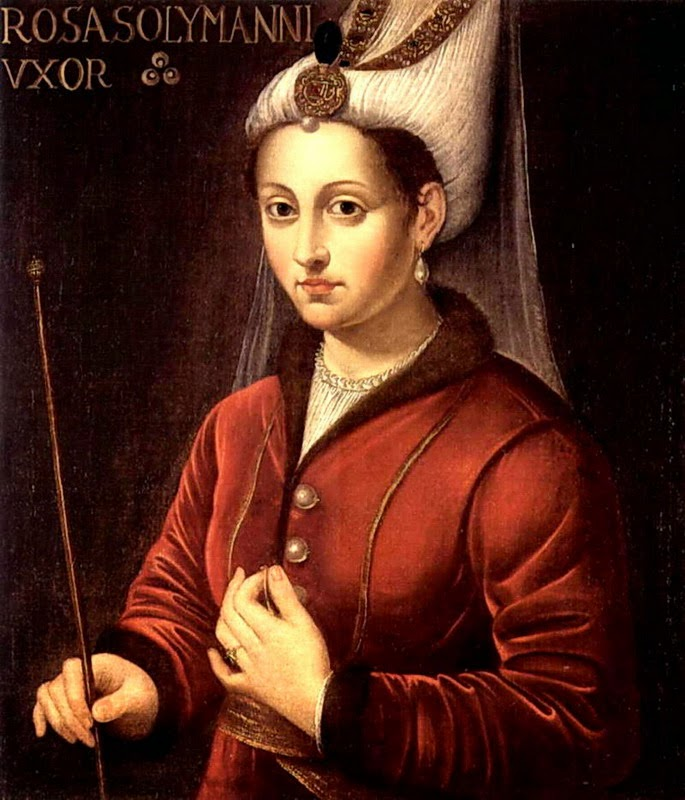
Ausschnitt aus einem zeitgenössischen Porträt von Roxelane

Als erste politisch mächtige Haremsbewohnerin gilt Roxelane (ca. 1506–1558), die Lieblingsfrau Süleymans des Prächtigen. Die dynastische Nachfolge ihres Sohnes, des alkoholkranken Selim sicherte sie mit zum Teil rücksichtslosen Methoden – sie ließ etwa zwei von Selims Halbbrüdern umbringen und verhinderte, dass ihm zu Ausbildungszwecken die Verwaltung eines Sandschaks übertragen wurde. Um ihren Schwiegersohn Rüstem Pascha zum Großwesir zu machen, sorgte sie 1536 für die Hinrichtung des überaus erfolgreichen Großwesirs İbrahim Pascha und 1555 für die von Kara Ahmed Pascha.
Ein weiteres prominentes Beispiel ist Kösem Mahpeyker (ca. 1589–1651), die als Mutter von Murad IV. und İbrahim sowie als Großmutter Mehmed IV. die osmanische Politik de facto leitete. Weitere mächtige Bewohnerinnen des Harems waren Roxelanes Schwiegertochter Nurbanu (1525–1583) und Safiye (1550–1618).
Insbesondere bei der Besetzung wichtiger politischer Ämter wie des Großwesirs oder des Agas der Janitscharen machten sie ihren Einfluss geltend. Weil die Bewohnerinnen des Harems – rechtlich ausnahmslos Sklavinnen, deren Ausbildung sie rein auf ein dienendes Dasein vorbereitet hatte – für politische Entscheidungen aber in keiner Weise vorgebildet waren, kam es immer häufiger zu politischen oder personellen Fehlentscheidungen sowie Nepotismus. Die Frauen des Harems ließen sich bei der Wahl ihrer Protegés nicht vom Leistungsprinzip oder den Interessen des Reiches leiten, sondern nach ethnischer Loyalität. Da im 16. Jahrhundert die Sultane Frauen aus dem Kaukasus bevorzugten, nahm so unter den Würdenträgern in hohen und höchsten Ämtern des Osmanischen Reiches der Anteil von Kaukasiern überproportional zu. Ein weiteres Symptom ist der häufige Wechsel der Großwesire, deren Verweildauer im Amt in der ersten Hälfte des siebzehnten Jahrhunderts im Durchschnitt kaum mehr als ein Jahr betrug. Diskontinuitäten und teilweise chaotische Zustände in der Verwaltung des Reiches waren die Folge. Auf der anderen Seite ermöglichte die Macht der führenden Frauen des Harems das Weiterbestehen der Staatsverfassung des Reiches, die einzig auf der patrilinearen Blutsverwandtschaft der Sultane gründete. Die persönlichen Mängel und Inkompetenzen schwacher oder unfähiger Sultane wie Mustafa I., Murad IV. oder İbrahim des Verrückten konnten durch ihre starken Frauen oder Mütter zum Teil wieder ausgeglichen werden. Weil mit der Weiberherrschaft die Monopolisierung der Macht des Sultans schwand, wurden dessen Willkürakte nun durch stärker kooperative und bürokratische Formen der Herrschaft abgelöst.
Der Einflussnahme des Harems auf Politik und Stellenbesetzungen von Würdenträgern des osmanischen Reiches wurde nach 1656 durch den Großwesir Köprülü Mehmed Pascha beendet.